# Reserva marina Galera San Francisco
La Reserva marina Galera San Francisco (RMGSF) es una área protegida de que se localiza en la provincia de Esmeraldas, Ecuador.
Se ubica al noroeste del país, en la ensenada de Atacames en el norte y en Mompiche en el sur específicamente. Limita en el norte con el océano Pacífico, 2 millas náuticas de la desembocadura del Estero Zapatillo en la Playa Camarones; al sur con refugio de vida silvestre Manglares Estuario del Río Muisne; al este con las parroquias de Galera, Quingue y San Francisco del cantón Muisne de la provincia de Esmeraldas y al oeste con el océano Pacífico, 10 millas náuticas desde la línea de costa, sector Punta Tortuga.
El área protegida tiene una extensión total de 54.568,6 ha corresponden al área marina y 120 ha corresponden al área terrestre; el 99.8 % de la reserva se encuentra en el océano Pacífico.

## Características físicas

### Geología
La principal formación geológica de RMGSF es el tablazo con el 40.1 % del territorio y se extiende desde camarones hasta Quingue por toda la zona noroeste del área. Otras formaciones son la Formación Onzole con un 24.9 % y depósitos marinos que representan el 23.3 %, localizadas en la zona centro sureste, desde Quingue hasta San Francisco; el 11.7 % corresponde a la formación Borbón, depósitos coluvioaluviales y depósitos fluvio marinos. Estas formaciones se ubican principalmente en Caimito, El Progreso y al norte de Tongorachi.

### Edafología
La sección terrestre de la reserva se caracteriza por tener suelos por areniscas, arcillas y limos que corresponden a un 40,1 %, el 24,9 % del territorio está formado por limolitas azules y lutitas, el 23,3 % por limos y arenas de grano finos, el resto del área protegisa está formado principalmente por areniscas grises azuladas, arcilla y limos.

### Geomorfología
La parte terrestre, existen dos formaciones predominantes, el 51.1 % se encuentran conformados por acantilados a lo largo de toda la costa de la RMGSF, el 23.3 % son playas localizadas en Quingue, Caimito, El Progreso, Tongorachi y San Francisco; otras geofromas existentes son fallas, mesas disectadas y vertientes abruptas.

### Hidrología
En la reserva no existen cuencas hidrográficas, aunque existen esteros que desembocan en el océano Pacífico y que se encuentran dentro del RMGSF, por ejemplo: Zapatillo, Malpello, Pachoche, Galera, de Piedras, Cumuliche, Galeritas, Agua Fría, entre otros.

### Clima
El área protegida presenta un clima tropical húmedo según la clasificación climática de Köppen-Geiger. Presenta precipitaciones promedio de 1940 mm, la mayoría de los meses existen registros de precipitación en el año. La temperatura promedio es de 25.2 °C.
La RMGSF está cerca de masas de agua; la temperatura promedio del agua varía según las estaciones durante el año. De abril a junio presenta temperaturas promedio superiores a 27 °C, la temperatura promedio durante los meses de octubre a enero es de 26 °C, siendo la temporada con agua está más fría.
La vulnerabilidad climática de la reserva marina es media y alta, todos los centros poblados que se sitúan dentro del área se ubican dentro de la categoría alta y esta categoría también coincide con área de alto interés ecológico. Las categorías que entran en la vulnerabilidad media se ubican especialmente en la zona central de las costas de la reserva.

### Oceanografía

#### Batimetría
Existen roqueríos distribuidos a lo largo de la costa. El 28.9 % de la superficie más profundas, mayores a -200 m, el 47.28 % las profundidades están entre -50 a -200 m, ubicadas en el centro del área. Frente a la costa la superficie es la menos ocupada en al superficie distribuida en la primera milla, van desde -5 a -30 m (17.68 %).

#### Corrientes oceánicas
la reserva está influenciada por corrientes marinas ecuatoriales. Por lo general el sistema de corrientes fluye hacia el oeste y está compuesta por dos flujos, la corriente Ecuatorial del Norte y la corriente Ecuatorial del Sur. Además, existe una contracorriente que va hacia el este que pasa por la mitad de la corrientes antes mencionadas, llamada corriente de Cromwell, cabe mencionar que en este sistema también incluye a la corriente de Humboldt y la corriente de Panamá.
A nivel de costa entre el Río Mataje hasta Cabo de San Francisco, existen mareas semi- duras, caracterizadas por dos pleamares y dos bajamares cada 24 horas.

## Características biológicas
La reserva contiene tres ecosistemas establecidos.

### Ecosistemas marinos
Presencia de zonas coralina.

### Ecosistemas costeros
Consiste en acantilados y varios tipos de playas; además existen registros de anidación de varias especies de tortugas marinas.

### Ecosistemas de estaurio
Se encuentran en las desembocaduras del estero Galeras y de los ríos San Francisco y Bunche. Existen ecosistemas de estuarinos ideales para el crecimiento del manglar.

## Historia
Los procesos de creación del RMGSF comenzaron en 2002 después de la preocupación de varios actores locales ante el progresivo deterioro de los recursos pesqueros y del estado de los ambientes costaneros y marinos de la zona. En los años posteriores se realizaron procesos de discusión y análisis de los elementos centrales de atención, así como objetos de conservación, conflictos y modelos de gestión del área que contó con la participación de diversos actores locales, regionales y nacionales.
Se estableció que la pesca y el turismo eran las principales actividades en la zona, reconociendo que, de no ser manejadas adecuadamente, podrían afectar la biodiversidad del área.